# Петровка (Курманаевский район)
Петро́вка — село в Курманаевском районе Оренбургской области. Входит в состав Курманаевского сельсовета. Знаменито своими месторождениями газа и нефти. Высота над уровнем моря 76 м.

## География
Село расположено в 4 км западнее районного центра — села Курманаевка, на правом берегу реки Бузулук, у впадения в неё реки Тарпановка. Южнее села находится озеро Чёрное — знаменитое своими размерами и рыбой. Оно занимает 15 % от всей площади Петровки.

## История
Село основано в 1830 году. По неверифицированным данным, Петровка с 1845 до 1867 называлась Петборг, с 1867 до настоящего времени Петровка.

## Население
| 2010 |
| ---- |
| 153  |

## Инфраструктура
- Имеется дом культуры.
- Фельдшерский акушерский пункт.

В селе 4 улицы:
- Ул. Школьная.
- Ул. Речная.
- Ул. Нефтяников.
- Ул. Фомина.